# Roewe RX5
Roewe RX5 — компактний позашляховик-кросовер, який виробляє SAIC Motor під брендом Roewe. RX5 доступний як бензиновий варіант RX5, гібридний варіант eRX5, що підключається від мережі, і чисто електричний варіант ERX5. Модернізована модель називається RX5 Plus, а трохи більша модель другого покоління під назвою RX5 Max продається разом з RX5 Plus. RX5 Max доступний як бензиновий варіант RX5 Max і гібридний варіант RX5 eMax з підзарядкою від електромережі. На деяких ринках, в тому числі українському модель називається MG RX5.
В березні 2022 року дебютував RX5 другого покоління.

## Перше покоління (з 2016)

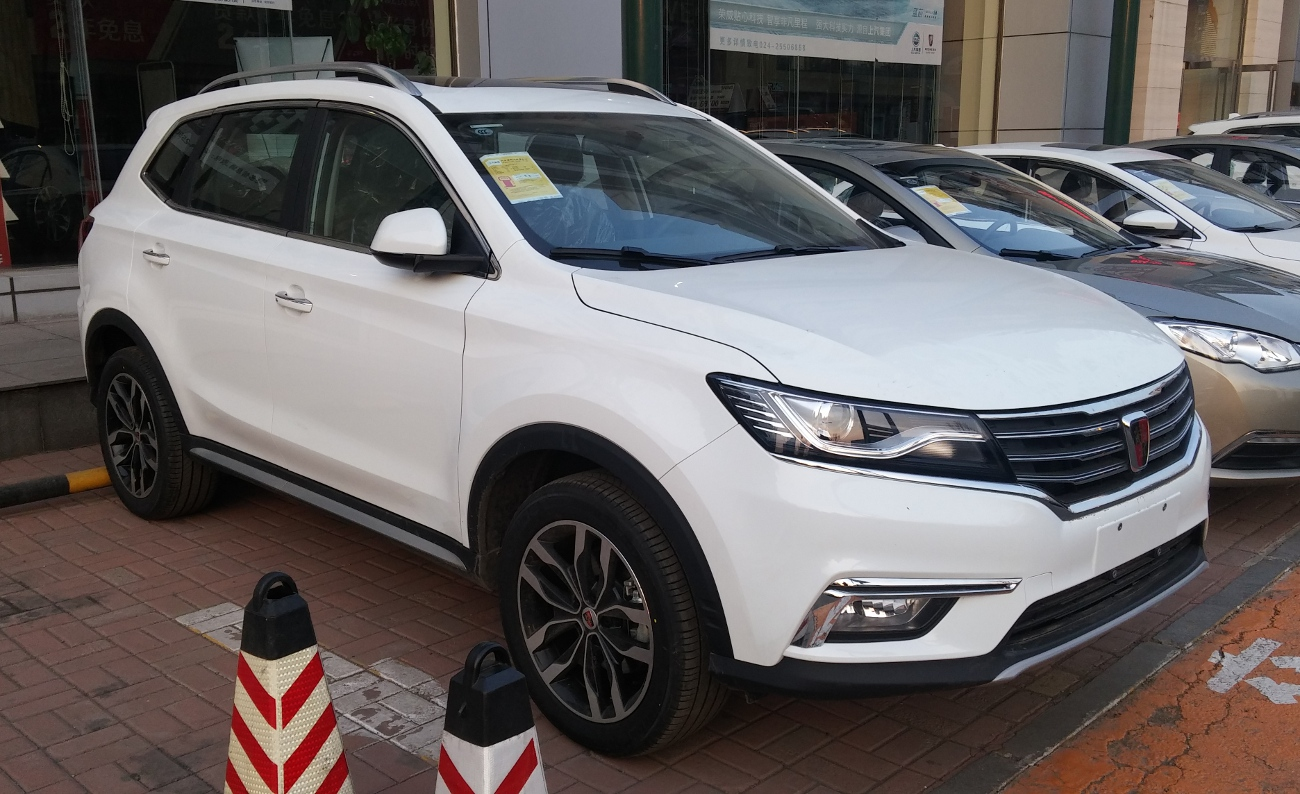
Roewe RX5

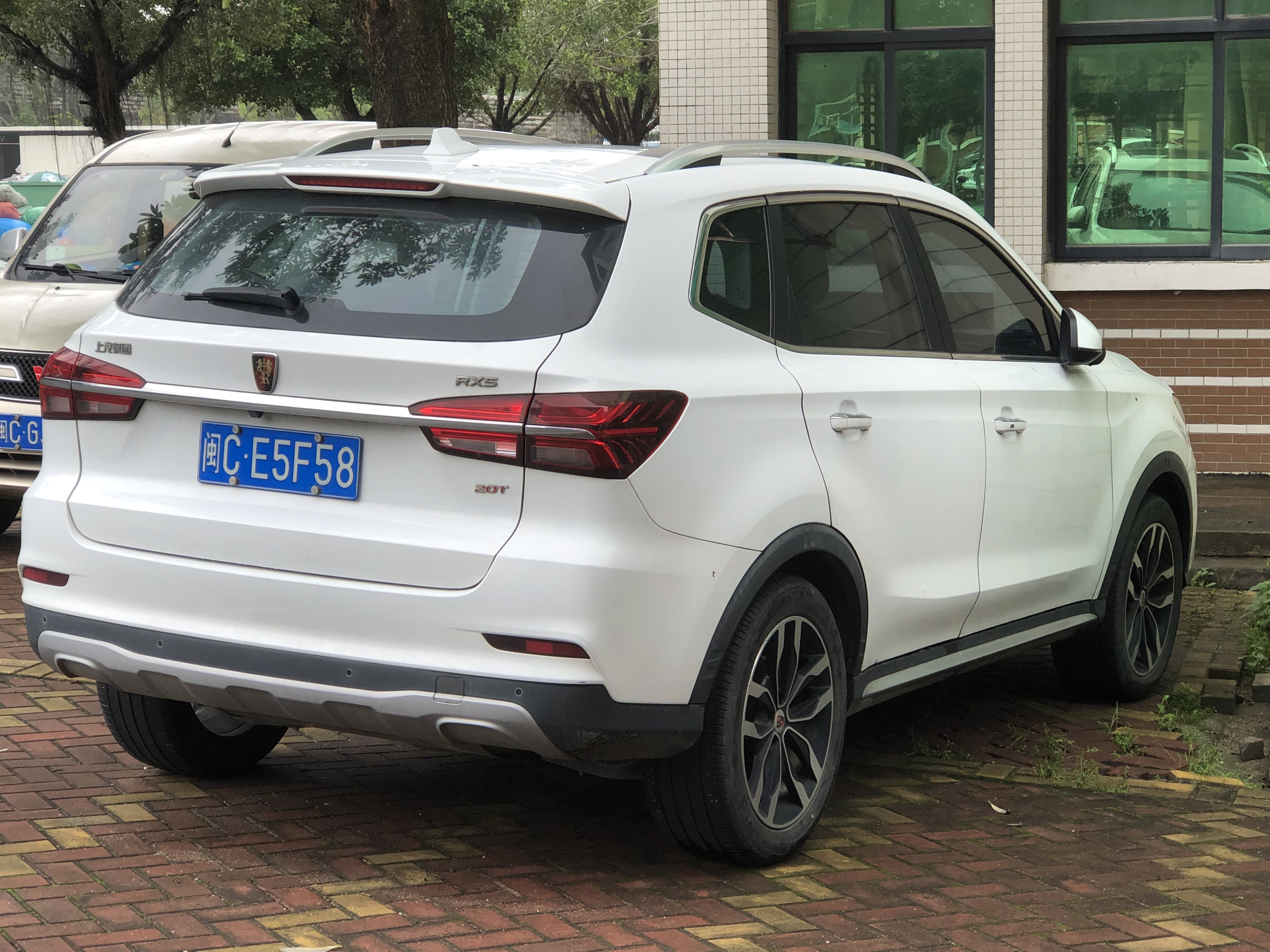
Roewe RX5

9 червня 2016 року Alibaba офіційно представила Roewe RX5, свій перший «інтернет-автомобіль» у співпраці з SAIC. Ціна понад 148 800 юанів (22 300 доларів США) на момент початку поставок у серпні 2016 року.

### MG RX5
RX5 також продається під маркою MG на Близькому Сході та Філіппінах у лютому 2018 року. Він також продається в Камбоджі, Ірані, Південній Америці. З січня 2023 року автомобіль 
MG RX5 продається в Україні з переднім або повним приводом.

### Двигуни
- 1.5 L 15E4E I4 turbo 166 к.с. 250 Нм
- 2.0 L 20L4E I4 turbo 220 к.с. 350 Нм
- 1.5 L SGE NetBlue + SAIC EDU I4 turbo (eRX5)
- 85 кВт Синхронний двигун з постійними магнітами (ERX5)

### RX5 Plus

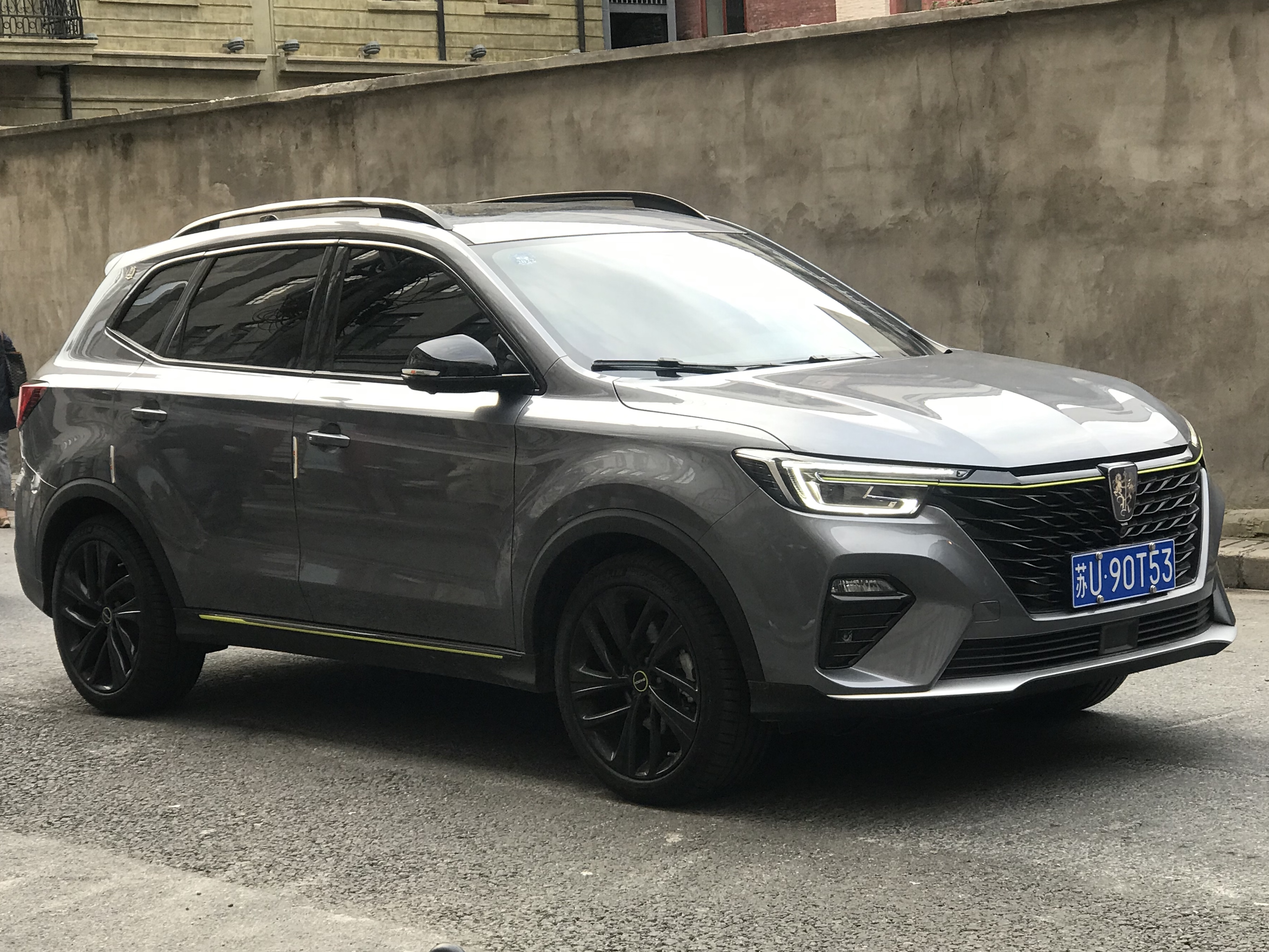
Roewe RX5 Plus

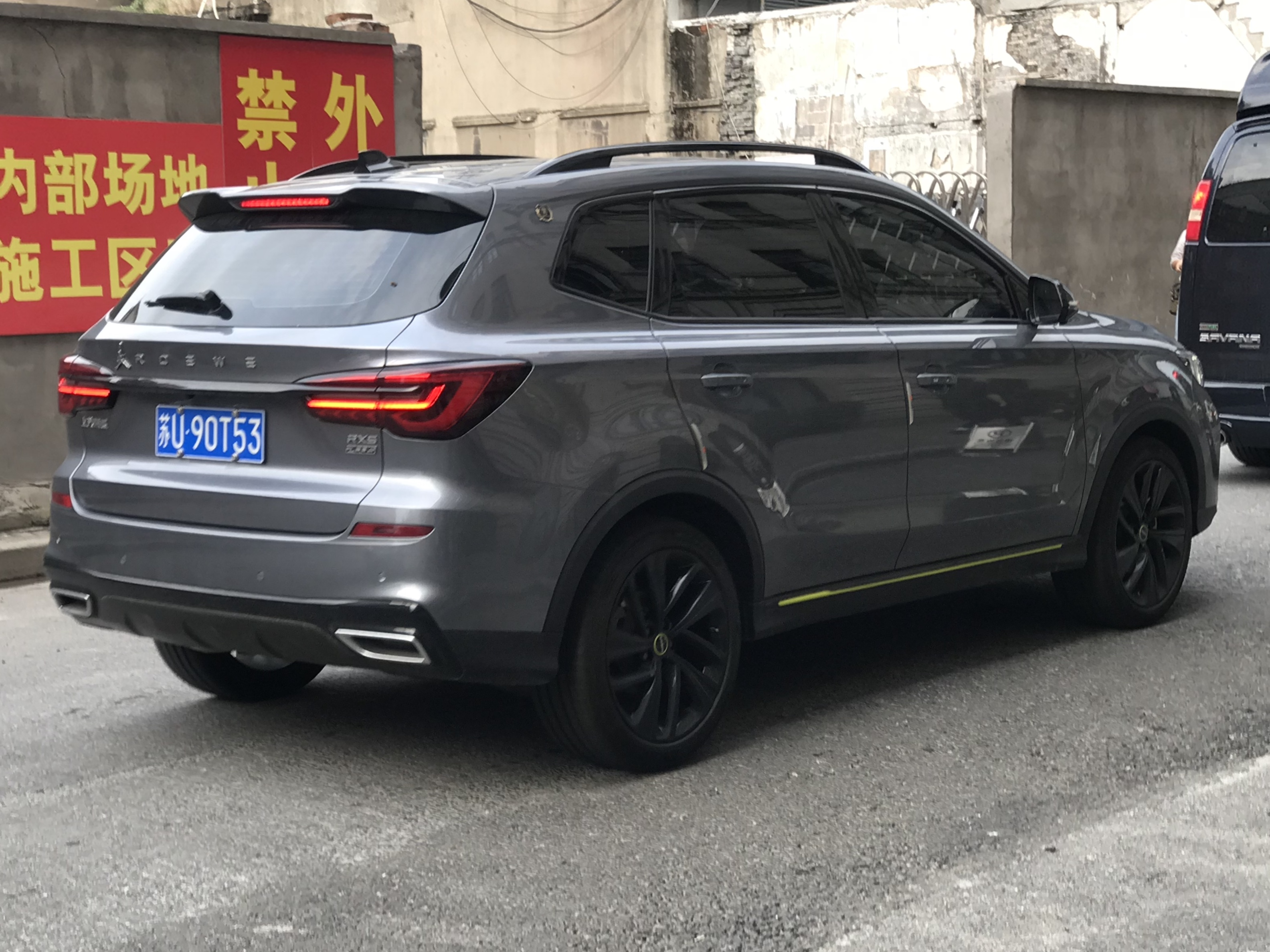

У квітні 2020 року SAIC випустив Roewe RX5 Plus. По суті, це оновлена версія стандартного RX5. Він показав нову передню панель, включаючи нові фари, нову форму решітки радіатора, яка додає одну ромбоподібну форму з новим чорним тлом логотипу Roewe, а також оновлену задню панель.
Roewe RX5 Plus отримав ще один фейсліфт у 2021 році, головним чином оновивши передню решітку. Модель 2021 року була представлена на 2021 Auto Shanghai.

### RX5 Max (2019-2022)

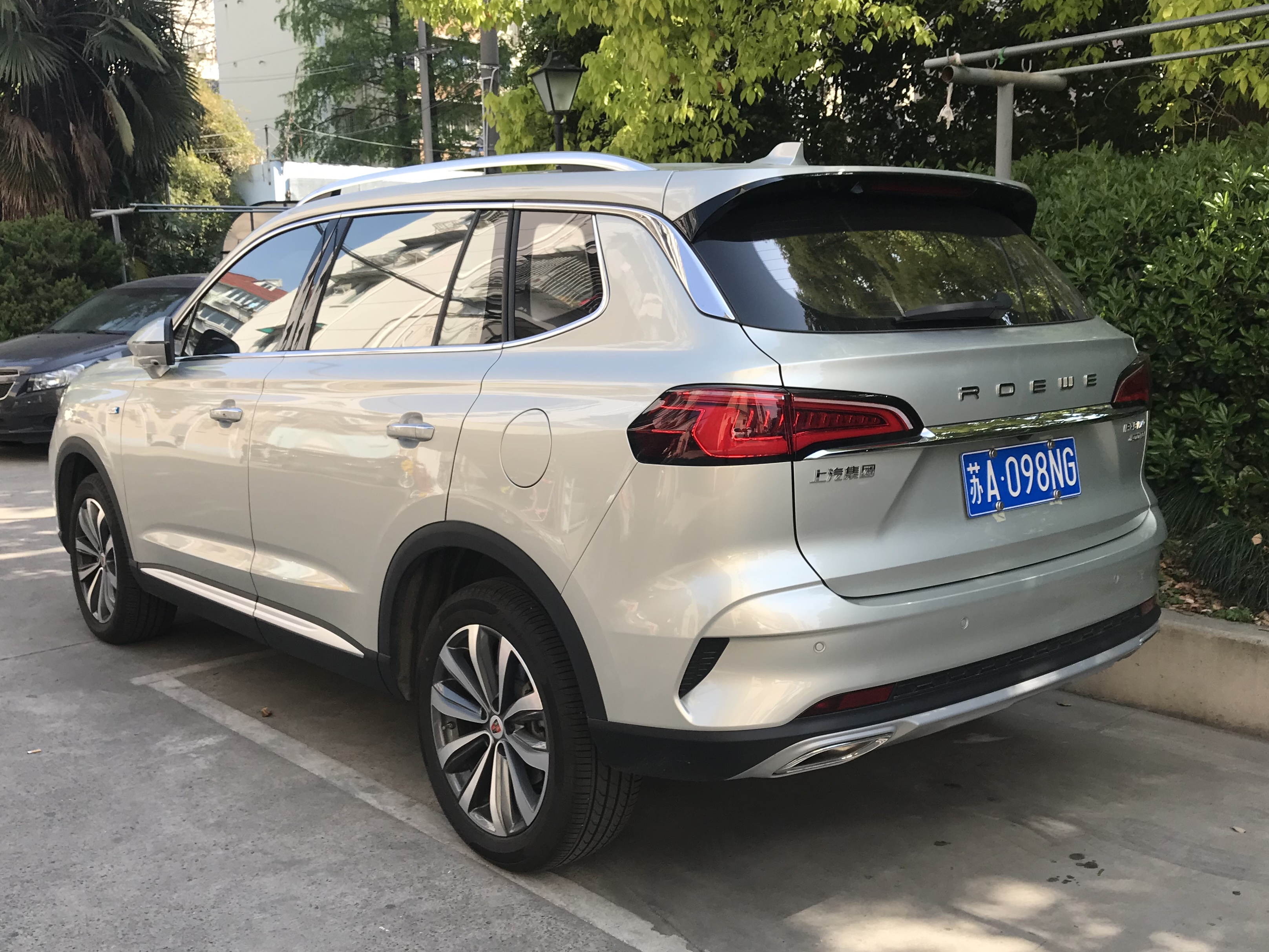
Roewe RX5 Max

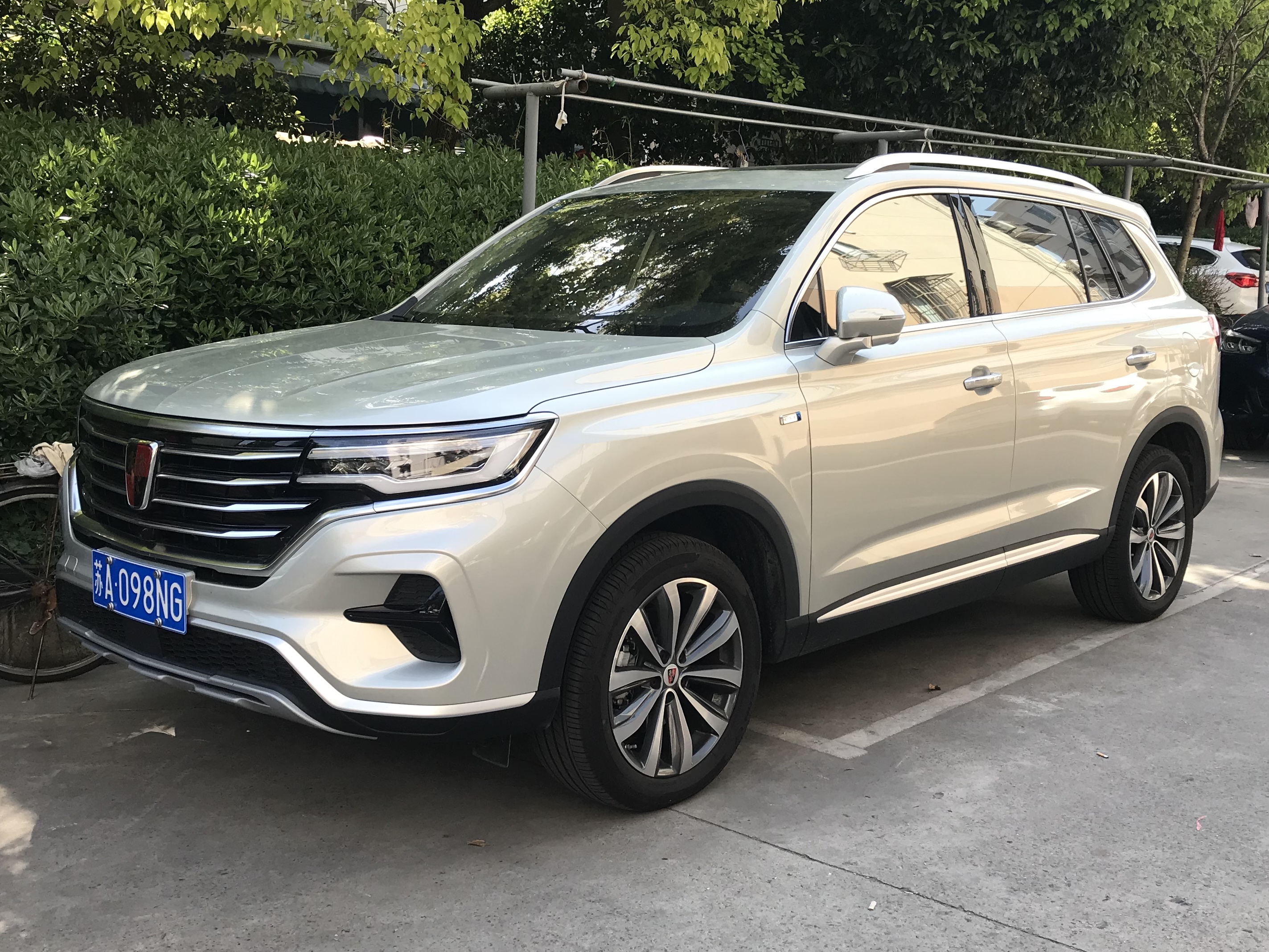
Roewe RX5 Max

Roewe RX5 MAX був представлений під час Шанхайського автосалону 2019 року як передсерійний концепт Roewe Max.
Пізніше модель була представлена як Roewe RX5 Max. Модель розроблена як більша та елітніша альтернатива RX5.
Roewe RX5 Max отримав фейсліфтинг для 2021 модельного року та був представлений під час Гуанчжоуського автосалону 2020 у листопаді 2020 року. Фейсліфт продовжив ту саму силову установку, а також фару на всю ширину передньої панелі та оновлений логотип Roewe.
Roewe RX5 Max отримав ще один фейсліфт для 2022 модельного року та був представлений у грудні 2021 року. Оновлення повністю змінило передню частину та дещо змінило стиль задньої частини.

#### Двигуни
- 1.5 L 15E4E I4 турбо
- 2.0 L 20L4E I4 турбо
- 1,5 л SGE NetBlue + SAIC EDU turbo I4 (RX5 eMAX)
- 90 кВт SAIC Green core Синхронний двигун з постійним магнітом  (RX5 EMAX)

## Друге покоління (з 2022)

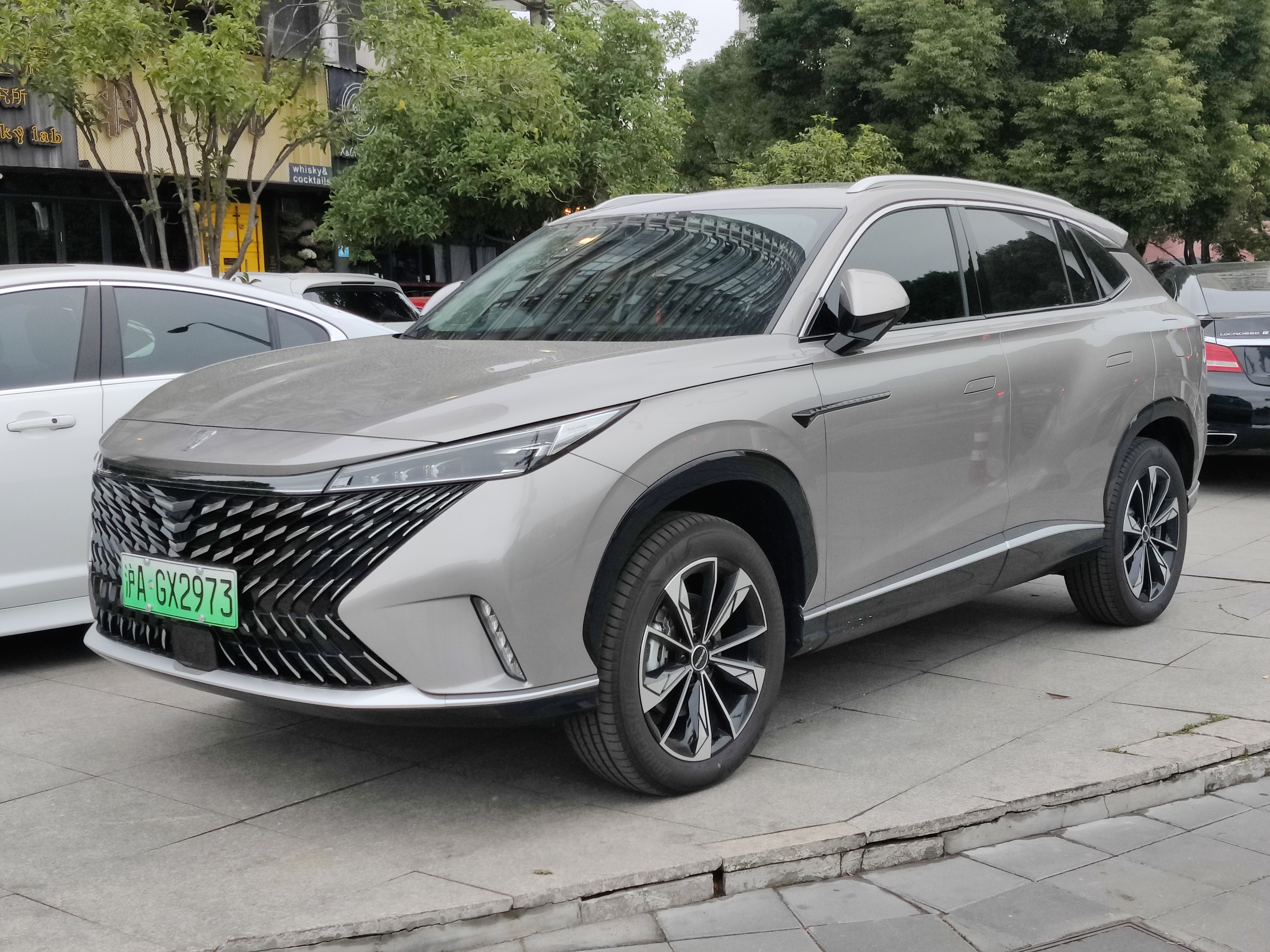
Roewe eRX5 II

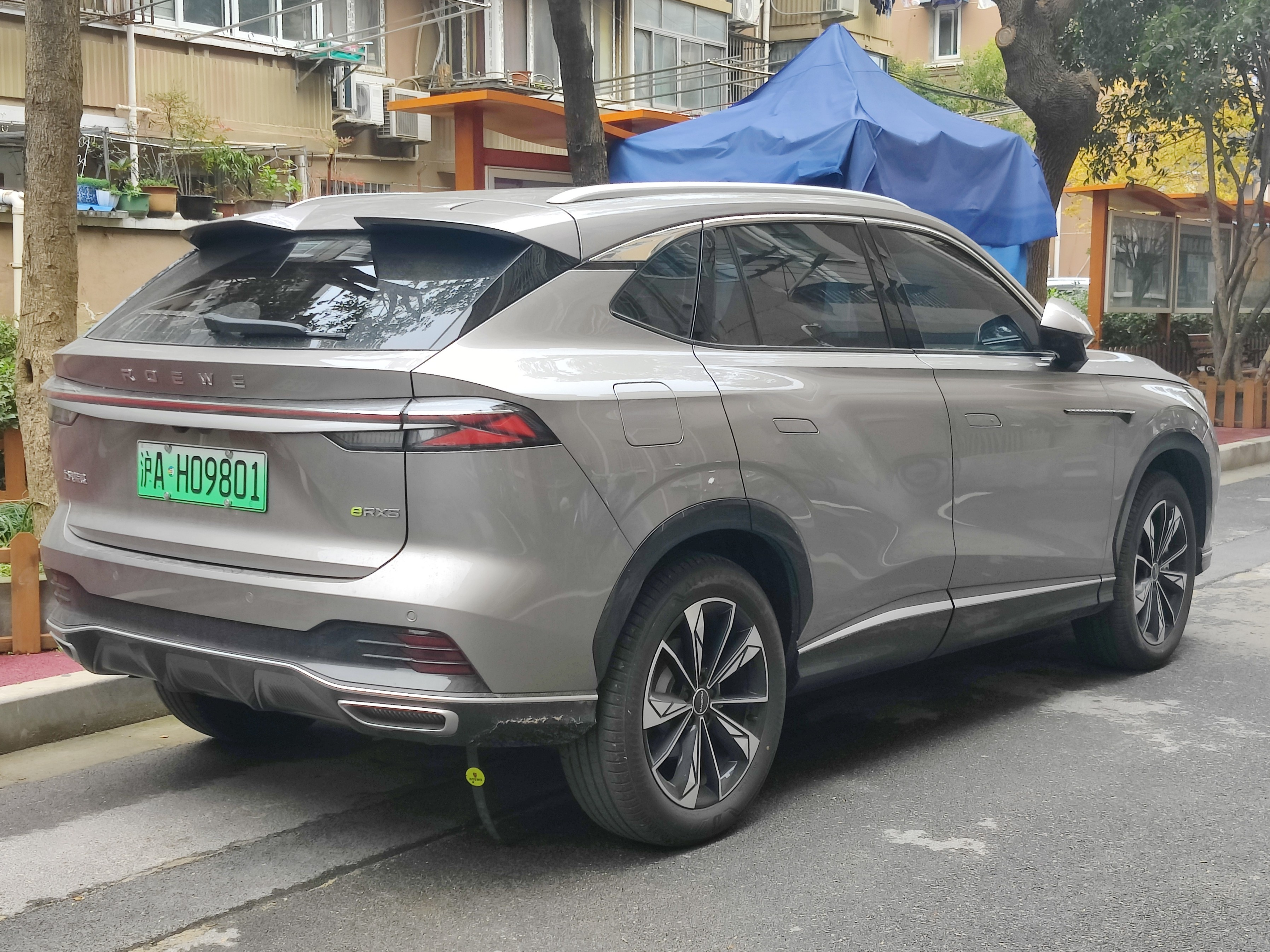
Roewe eRX5 II

Зображення другого покоління Roewe RX5 було випущено в березні 2022 року. Друге покоління RX5 оснащено 1,5-літровим турбованим двигуном під кодовою назвою 15FDE, який виробляє максимальну вихідну потужність 188 к.с. передача зчеплення. Двигун є оновленою версією силового агрегату Blue Core другого покоління від SAIC.

### Двигун
- 1.5 L 15FDE I4 turbo